# Вилюйский округ
Вилюйский округ — административная единица в составе Якутской области и Якутской АССР, существовавшая в 1775—1930 годах. Центр — город Вилюйск.

## Административное деление
В 1896 году административное деление Вилюйского округа было следующим:
- Верхне-Вилюйский улус (13 наслегов. Центр — 2-й Удюгейский наслег)
- Мархинский улус (17 наслегов. Центр — Тылыкинский наслег)
- Средне-Вилюйский улус (14 наслегов. Центр — 3-й Тогуйский наслег)
- Сунтарский улус (15 наслегов. Центр — Торбоховский наслег)
- 2 русских селения

В 1924 году в состав Вилюйского уезда входили:
- Верхне-Вилюйский улус
- Мархинский улус
- Мастахский улус
- Нюрьбинский улус
- Средне-Вилюйский улус
- Сунтарский улус
- Удюгейский улус
- Хочинский улус
- Качайская волость
- Сунтарский с/с

## История
В 1775 году в составе Якутской провинции было образовано Верхневилюйское комиссарство. В 1784 году Якутская провинция была преобразована в Якутскую область, а Вилюйское комиссарство при этом упразднено — на его территории был создан Оленский уезд, позднее преобразованный в комиссарство. В 1803 году вновь было создано Верхневилюйское комиссарство.
В 1822 году Вилюйское комиссарство было преобразовано в Вилюйский округ. В 1920 году Вилюйский округ был преобразован в Вилюйский уезд, а в 1926 году уезд вновь стал округом. В 1930 году все округа Якутской АССР были упразднены.

## Население
По данным переписи 1897 года в округе проживало 67,9 тыс. чел. В том числе якуты — 93,0 %; тунгусы (эвенки и эвены) — 5,6 %; русские — 1,3 %. В Вилюйске проживало 611 чел.